# Canthidium cupreum
Canthidium cupreum là một loài bọ cánh cứng trong họ Bọ hung (Scarabaeidae).